# George Lynn Cross
George Lynn Cross  (12 de maio de 1905 – 31 de dezembro de 1998) foi um botânico, escritor e o presidente com o maior tempo a frente da Universidade de Oklahoma (1943 a 1968). Depois de ser nomeado presidente aos 38 anos, Cross ajudou a integrar pacificamente a universidade; construiu e supervisionou o programa de futebol americano universitário mais vencedor da década de 1950; liderou a expansão de vários programas e instalações acadêmicas; e depois ajudou a liderar a universidade durante o período de protestos da década de 1960. Depois de se aposentar como presidente, Cross escreveu vários livros, o primeiro dos quais, Blacks in White Colleges, descreveu suas experiências pessoais durante o litígio de desagregação constitucional que surgiu quase imediatamente depois que ele se tornou o jovem presidente da universidade.

## Vida pregressa
Cross nasceu em uma família pobre em Woonsocket, Dakota do Sul. Alguns de seus meio-irmãos foram afetados pela doença de Huntington, o que trouxe descrédito à sua família na pequena comunidade. Devido a essas circunstâncias, frequentar a faculdade parecia inviável para Cross. Em vez disso, ele aspirava a se tornar professor de ciências no ensino médio. No entanto, seu talento no esporte, principalmente futebol americano, chamou a atenção do programa de futebol americano do South Dakota State College. Eles o ajudaram a conseguir um emprego como lavador de louça no dormitório feminino, o que lhe permitiu financiar sua educação lá. Durante seu primeiro dia de escola, Cross conheceu Cleo Sikkink, de Waubay, e os dois iniciaram um romance. Apesar da oposição da família de Cleo, que desaprovava Cross devido às suas fracas perspectivas e antecedentes familiares, o casal fugiu alguns meses depois. Percebendo o preço que o futebol americano estava cobrando de seu corpo e seu futuro limitado, Cross decidiu mudar seu foco para os estudos acadêmicos como uma carreira em potencial. Ele prosseguiu o estudo de botânica e obteve o título de mestre em 1927. Posteriormente, ele fez doutorado em botânica na Universidade de Chicago, que completou aos 23 anos.

## Professor e naturalista
Cross começou sua carreira docente na Dakota do Sul no início dos anos 1930. No verão de 1934, em uma estação biológica em Gothic, Colorado, conheceu e fez amizade com um dos decanos de ecologia e biologia da conservação, Paul B. Sears, que na época lecionava na Universidade de Oklahoma (OU). Sears ofereceu emprego a Cross, então ele, sua esposa Cleo e sua filha Mary-Lynn se mudaram para Norman, Oklahoma, em 1934. Cross recebeu uma oferta de emprego como professor associado. Antes de sua morte, Cross observou que assumiu em grande parte as responsabilidades de ensino de Sears, para que Sears pudesse terminar seu trabalho divisor de águas, Deserts on the March, que é considerado um clássico da biologia da conservação.
A especialidade acadêmica de Cross era botânica, e George Lynn Cross Hall, que abriga o departamento de botânica e microbiologia da OU, foi nomeado em sua homenagem e em tributo a esse fato. Enquanto presidente, Cross preparou lâminas de espécimes que ainda são usadas nas aulas de botânica.

## Presidência
A popularidade de Cross cresceu rapidamente entre o corpo docente e os funcionários, e quando o presidente da universidade na época deixou o cargo, ele foi nomeado presidente interino enquanto o conselho de regentes procurava um novo candidato. Eles finalmente perceberam que não existia nenhum candidato melhor e ele permaneceu presidente por 24 anos.
Cross supervisionou a faculdade durante um período de matrículas disparadas após a Segunda Guerra Mundial, quando milhares de veteranos compareceram sob o comando do G.I. Bill. Ele viu a construção de 37 novos edifícios e a doação pela Marinha dos EUA, em maio de 1946, de 1 400 acre(s)s (5,7 km2) para o campus. Cross também supervisionou a integração da Universidade de Oklahoma e os protestos estudantis da década de 1960.
Sete anos após o início da sua presidência, decidindo sobre o recurso George W. McLaurin v. Oklahoma State Regents, a Suprema Corte rejeitou a política de "separados, mas iguais" imposta aos estudantes afro-americanos na Universidade de Oklahoma. Para equilibrar a posição da universidade em relação aos estudantes negros e a nova regra, Cross improvisou uma solução ordenando ao aluno que se sentasse num canto da sala de aula onde pudesse ver e ouvir palestras, mas fisicamente separado do resto da turma.
Cross era conhecido por sua habilidade de falar em público e raciocínio rápido. Sua citação mais famosa ocorreu em uma reunião sobre orçamento com legisladores estaduais. Após uma longa apresentação e uma justificação de 45 minutos do orçamento da OU, um legislador perguntou-lhe porque é que a universidade precisava de mais dinheiro. Frustrado, Cross respondeu: "Eu gostaria de construir uma universidade da qual o time de futebol pudesse se orgulhar."
David Boren, que atuou como presidente da universidade de 1994 a 2018, proclamou que queria que seu tempo como presidente da universidade fosse paralelo ao de Cross.